# Сретенская церковь (Прокопьевская Салда)
Церковь Сретения Господня (Церковь Святого Прокопия Устюжского) — недействующий православный храм в селе Прокопьевская Салда Верхотурского городского округа Свердловской области России. Освящён в 1727 году. Закрыт в 1932 году. Ныне заброшен. Имеет статус объекта культурного наследия регионального значения.

## История
В 1727 году в центре села Прокопьевская Салда была освящена каменная церковь Сретения Господня. По преданию, она была построена наследниками бывшего сибирского губернатора князя М. П. Гагарина. Первоначально храм имел 4 престола: в честь Сретения Господня, во имя Прокопия Устюжского, во имя Варлаама Хутынского и во имя пророка Исайи. В 1783 году в церкви случился пожар, в результате чего в приделах Варлаама Хутынского и пророка Исайи выгорели потолки и был повреждён престол. После этого, по желанию прихожан, из этих двух приделов был устроен один во имя Варлаама Хутынского. Восстановленный храм был освящён в 1789 году.
В конце XIX была построена колокольня. В начале XX века с северной стороны во всю длину здания был выстроен заново Варлаамовский придел. В храме иконостасы были окрашены светло-алою краскою, а колонны, капители, карнизы и царские врата были вызолочены на полимент. В храме имелась икона святой мученицы Параскевы, празднование которой ежегодно совершался в 9 пятницу по Пасхе, и икона святого Александра Невского, святого пророка Осии и святого преподобного-мученика Андрея Критского, сооружённая крестьянами Красногорской волости в память события 17 октября 1888 года.
В начале XX века в приходе храма Сретения Господня насчитывалось 1964 человек (935 мужчины и 1029 женщин). Ежегодно 17 октября в память о крушении императорского поезда в 1888 году совершался крестный ход от церкви до Красногорского волостного правления. Другой крестный ход совершался 29 августа для встречи Нерукотворного Образа Спаса, приносимого из села Красногорского. Этот крестный ход, по преданию, проводился в память о прекращении падежа скота в селе.
В 1932 году храм был закрыт. По данным на начало XXI века, находится в запустении.

## Архитектура и интерьер
Архитектура здания относится к распространённому типу «Восьмерик на четверике». К четверику (основному объёму) примыкает трапезная и две полукруглых апсиды со Сретенским и Прокопьевским престолами. В завершении четверика — три кокошника и лёгкие полуглавия. На стены четверика опирается купол, несущий малый восьмерик. Углы четверика декорированы расширяющимися книзу лопатками.
Примыкающая к трапезной колокольня Сретенской церкви имеет три яруса. Первый и второй ярусы — четырёхгранные, на втором имеются круглые оконные проёмы. Третий ярус — восьмигранный с четырьмя арочными проёмами.
Внутри трапезная поделена аркой на две части. Апсиды алтаря отделены столбами и аркой. Иконостасы в храма были окрашены светло-алою краскою, а колонны, капители, карнизы и царские врата вызолочены на полимент. В храме имелась особо чтимая икона святой мученицы Параскевы, икона святого Александра Невского, святого пророка Осии и святого преподобномученика Андрея Критского.